# نیروگاه هسته‌ای نیدرایچ
نیروگاه هسته‌ای نیدرایچ (به آلمانی: Kernkraftwerk Niederaichbach) یک نیروگاه هسته‌ای و منطقهٔ مسکونی در آلمان است که در نیدرایشباخ واقع شده‌است.